# Białek (góra)
Białek (dawniej niem. Bieler Preis-Koppe) – góra ze szczytem na wysokości 723 m n.p.m. znajdująca się w Masywie Śnieżnika w Sudetach, na terenie Śnieżnickiego Parku Krajobrazowego.

## Geografia
Białek stanowi kulminację w bocznym rozłogu Śnieżnika, w grzbiecie zamykającym od zachodu dolinę potoku Jodłówka ponad Szklarnią, a dochodzącym na południowy zachód od Puchacza. Jest wzniesieniem wyraźnie wydzielonym krótkimi, głębokimi dolinami potoków Bielica i Szklarka.

## Geologia
Zbudowany ze skał gnejsowych należących do metamorfiku Lądka i Śnieżnika, porośnięty świerkowym lasem dolnoreglowym. Okolice wierzchołkowe (wraz z wyższą, bezimienną kulminacją o wysokości 743 m n.p.m.) są odkryte, przez co roztaczają się stamtąd widoki na Rów Górnej Nysy, Góry Bystrzyckie i dolinę Jodłówki.

## Turystyka
Grzbietem powyżej Białka przechodzi  niebieski szlak E3 z Międzylesia na Halę pod Śnieżnikiem.